# ساو بيدرو (فونشال)
ساو بيدرو (بالبرتغالية: São Pedro‏) (وتعني بالبرتغالية "القديس بطرس") هي أبرشية مدنية في بلدية فونشال في جزيرة ماديرا. بلغ تعداد السكان في عام 2011، 7.273 نسمة، في مساحة 1.49 كيلومتر مربع.

## المشاهير
- كريستيانو رونالدو[4][5]